# Лаљезије-Сан Леополдо (Удине)
Лаљезије-Сан Леополдо је насеље у Италији у округу Удине, региону Фурланија-Јулијска крајина.
Према процени из 2011. у насељу је живело 144 становника. Насеље се налази на надморској висини од 600 м.